# Wystan Hugh Auden
Wystan Hugh Auden, podepisovaný jako W. H. Auden (21. února 1907 – 29. září 1973, ˈwɪstən ˈhjuː ˈɔːdən), byl anglo-americký básník. Hlavními tématy jeho poezie byla láska, různá sociální, politická a kulturní témata, ale i témata náboženství a lidské identity.
Auden vyrostl v Birminghamu a vystudoval anglickou literaturu na Oxfordské univerzitě. Jeho první básně, které napsal na přelomu 20. a 30. let 20. století, se vyznačují dramatickým tónem a levicově orientovanými názory. V průběhu dalších let se Auden přestal s pověstí levicového básníka ztotožňovat a v roce 1939 se proto přestěhoval do Spojených států, aby se od této reputace odstřihnul. V roce 1946 se Auden definitivně stal americkým občanem. Jeho básně z té doby se zaměřují na náboženskou tematiku a etické problémy, a to již méně dramatickým způsobem než jeho předchozí díla, avšak Auden stále kombinoval tradiční básnické formy s formami novými, které sám vymyslel. Ve své pozdní tvorbě z let 50. a 60. se Auden zaměřil na způsoby, jakými slova ukrývají emoce. Kromě poezie se v této době věnoval i psaní operních libret. Auden byl rovněž autorem mnoha literárních, politických, psychologických a náboženských esejí, recenzí a přednášel na univerzitě.

## Život
W. H. Auden se narodil v Yorku v Anglii Georgi a Constancii Audenovým jako nejmladší ze tří dětí. V roce 1908 se spolu s rodinou přestěhoval do čtvrti Harborne na předměstí Birminghamu. Časté toulky Penninským pohořím, při kterých byl svědkem zašlé slávy této kdysi bohaté hornické oblasti, byly pro Audena velkou inspirací. Příkladem byl jeho až posvátný obdiv k upadající hornické vesnici Rookhope, kterou jako by později oživil v básni Amor Loci. Až do svých 15 let Auden předpokládal, že se stane důlním inženýrem, avšak vášeň pro jazyk ho přiměla vydat se na jinou dráhu. Jak později napsal: „Slova mne vzrušovala tak, že žádná žijící bytost ve mně nemohla vyvolat takovou sexuální stimulaci jako pornografická povídka.“
Od svých osmi let začal Auden navštěvovat různé internátní školy. V roce 1922 při studiu na škole Gresham's School si uvědomil, že jeho osudem je stát se básníkem a již v roce 1923 se jeho první básně objevují ve školním časopise.
V letech 1925 až 1928 Auden studoval na univerzitě v Oxfordu, kterou ukončil s nepříliš dobrým prospěchem. Zde se seznámil s Christopherem Isherwoodem, který se stal jeho partnerem a literárním mentorem. Svými tehdejšími přáteli byl Auden popisován jako zábavný a extravagantní člověk, který však ze své vlastní vůle vyhledával samotu, a toto označení mu již zůstalo.
Na podzim roku 1928 Auden na devět měsíců opustil Británii a odjel do Berlína, kde byl poprvé svědkem politických a ekonomických nepokojů, které se staly jedním z ústředních témat jeho tvorby. Po návratu do vlasti nejprve pracoval jako soukromý učitel a poté jako kritik a esejista na volné noze. I když byl gay, tak se v roce 1935 oženil s Erikou Mannovou, aby jí pomohl uniknout před stíháním v nacistickém Německu.
V roce 1937 se Auden přihlásil do služby ve španělské občanské válce jako řidič sanitky. Sedm týdnů strávených ve Španělsku v něm zanechalo hluboký dojem, a proto se spolu s Christopherem Isherwoodem v roce 1938 jako pozorovatelé zúčastnili druhé čínsko-japonské války. Na cestě zpět do Anglie se krátce zastavili v New Yorku, kde dospěli k rozhodnutí, že se do Spojených států amerických přestěhují. V lednu roku 1939 oba skutečně do USA odpluli, přičemž později je na Audenův odchod z Anglie nahlíženo jako na zradu a jeho reputace tím značně utrpěla.
Auden zůstal v New Yorku, avšak Isherwood pokračoval dále do Kalifornie a oba se od té doby navštěvovali jen sporadicky. Ve stejném roce se Auden setkal s básníkem Chesterem Kallmanem, se kterým se po další dva roky intimně stýkal. V roce 1941 však Kallman vztah s Audenem ukončil, ale oba zůstali přáteli a až do Audenovi smrti spolu bydleli.
Během druhé světové války se Auden aktivně snažil zapojit do válečného dění, ale kvůli svému věku a zdravotnímu stavu nakonec nenarukoval. V roce 1946 se Auden stal plnoprávným občanem Spojených států amerických.
Počínaje rokem 1948 Auden začal letní měsíce trávit v Evropě, nejprve v Itálii a posléze od roku 1958 ve vesnici Kirchstetten v Rakousku, kde koupil dům ve kterém žil až do konce života. Mezi léty 1956 až 1961 využil svých letních návštěv Evropy k přednášení na univerzitě v Oxfordu. V této době tvořily přednášky spolu s přispíváním do různých časopisů většinu jeho příjmů.
Na sklonku svého života však Auden postupně přicházel o rétorické schopnosti, které jeho přátelé tak obdivovali. V roce 1973, při jedné z návštěv divadla ve Vídni, Auden zemřel. Je pochován na hřbitově v Kirchstettenu. 

## Dílo
W. H. Auden složil téměř čtyři sta básní včetně sedmi dlouhých, z nichž dvě svou délkou vydaly na celou knihu. V jeho dílech se promítá celá řada stylů od obskurního modernismu dvacátého století po tradiční formy, jako např. balady a limeriky. Co se týče obsahu, jsou v Audenových básních přítomna různá témata od klišé známých z populárních písní po hluboké filozofické meditace. Kromě básní je Auden autorem více než čtyři sta esejí a kritik.
S psaním básní Auden začal ve 13 letech; nejprve pod vlivem známých básníků, jako např. Williama Wordswortha, Thomase Hardyho a T. S. Eliota. Vlastní styl si Auden osvojil až ve dvaceti letech, kdy se v jeho dílech, byť skrytě, začalo objevovat téma samoty. Dvacet z těchto básní se v roce 1928 objevilo v jeho první vydané básnické sbírce, kterou nazval prozaicky Básně (Poems).
Ve třicátých letech dvacátého století se v Audenově tvorbě začaly výrazně projevovat levicové názory. Jeho veršovaná dramata, mezi které se řadí Tanec se smrtí (The Dance of Death), Pes pod kůží (The Dog Beneath the Skin) a Výstup na F6 (The Ascent of F6), se nesou ve znamení revolučních změn a proměn společnosti. V poslední zmíněné hře se objevila první verze jednoho z jeho nejznámějších děl, básně Pohřební Blues (Funeral Blues), která byla původně napsána jako satirický chvalozpěv jednoho politika. Levicové tendence v jeho stylu vyvrcholily v roce 1937 vydáním sbírky Zde na ostrově (On This Island). Ve stejném roce Auden došel k názoru, že umělec by měl být jakýmsi druhem žurnalisty, a navštívil Island a Španělsko (v té době zmítané občanskou válkou). Poznatky z těchto cest poté publikoval v cestopisu Dopisy z Islandu (Letters from Iceland) a politicky zaměřené básni Španělsko (Spain).
Pro přestěhování se do USA Auden vytvořil některé z jeho nejznámějších děl. Jmenujme například básně Dover, Museé des Beauxs Arts a 1. září 1939 (September 1, 1939). Tyto a jiné básně se rovněž objevily v jeho první kolekci sebraných básní, vydané v roce 1945. Po roce 1946 je v Audenových dílech patrný vliv jeho letních pobytů v Itálii a z další vydané knihy s názvem Nóny (Nones) čiší středomořská atmosféra.
Na sklonku života Auden rozvíjel ve svých dílech techniku haiku a ve svém domě v Rakousku napsal některé z jeho nejenergičtějších děl. V roce 1973 však ve věku 66 let umírá a svoji poslední knihu s názvem Díky, Mlho (Thank You, Fog) již zanechal nedokončenou.